# Єлисейський палац
Єлисейський палац (фр. Palais de l'Élysée вимовляється: [palɛ də lelize]) — резиденція президента Французької республіки в Парижі (VIII округ, Фобур Сент-Оноре, №. 55, неподалік від Єлисейських Полів). 
У Єлисейському палаці відбуваються також засідання Ради міністрів Франції. У садах палацу ввечері 14 липня (День взяття Бастилії) влаштовуються свята з нагоди дня Французької республіки.
У Єлисейському палаці президент приймає глав іноземних держав, з почесною вартою Республіканської гвардії.

## Історія

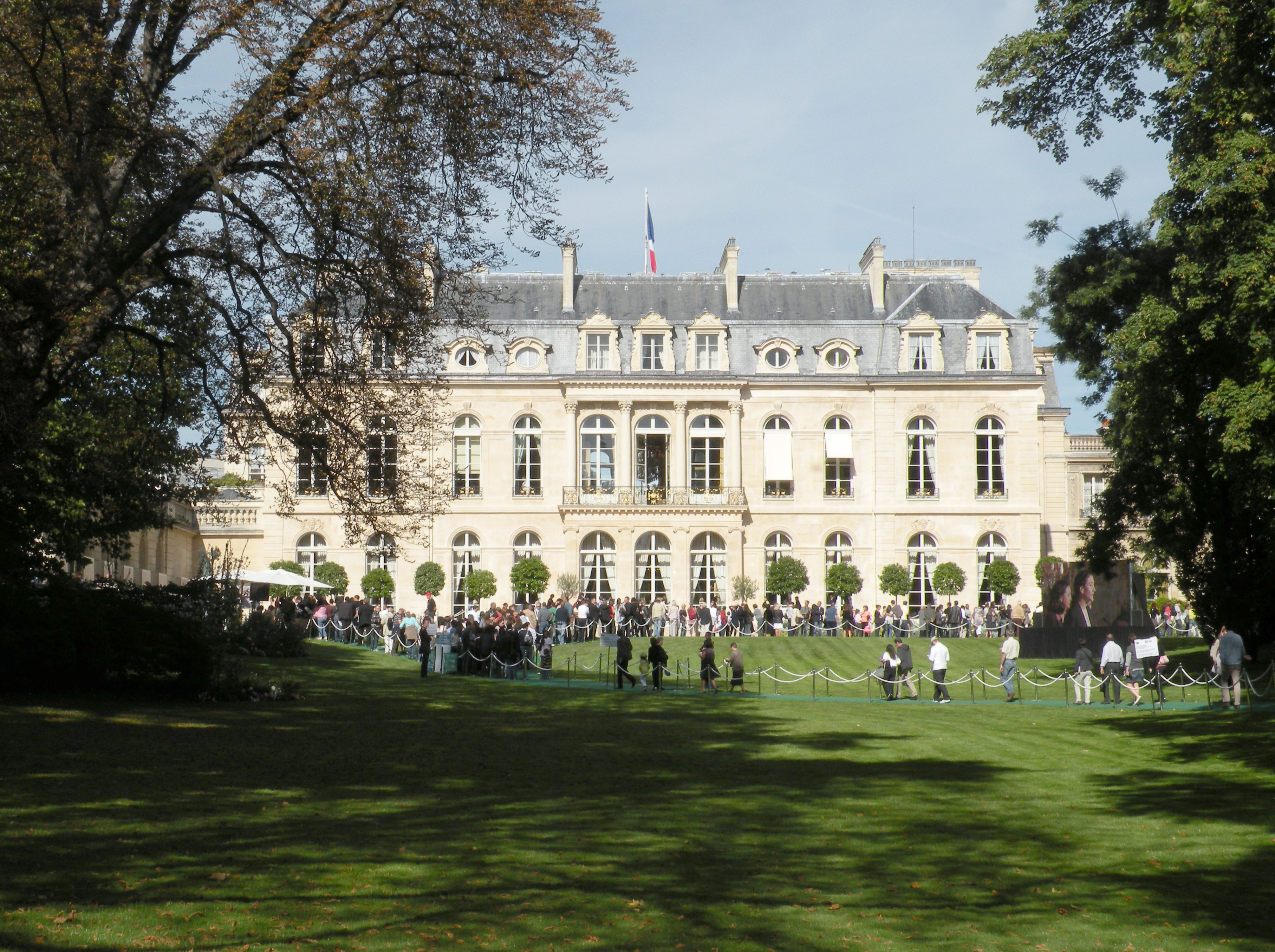
Вид на палац з парку

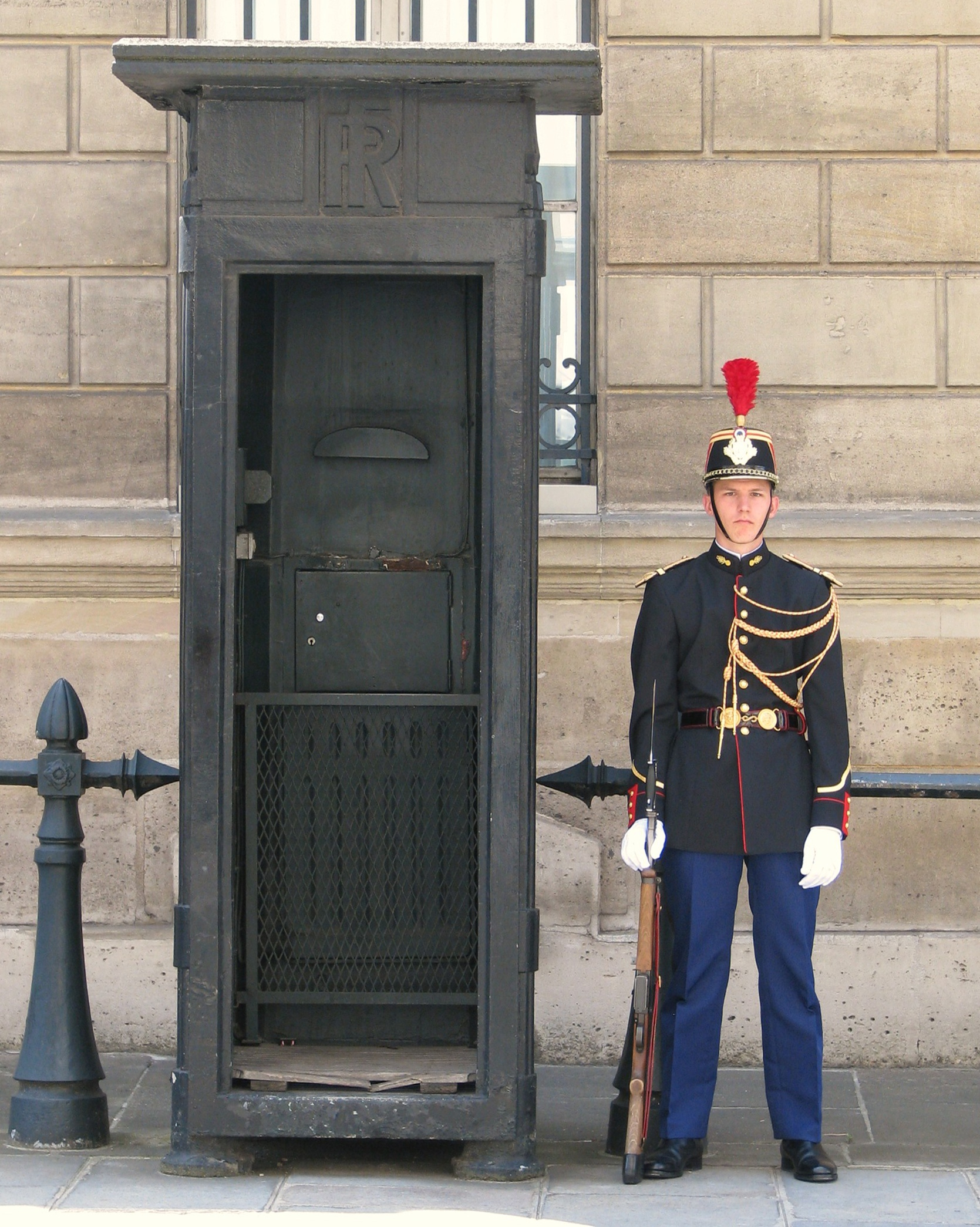
Республіканський гвардієць на варті

Будинок споруджували для графа Еврі з родини Латур д'Овернь як фешенебельний столичний особняк (фр. hôtel de l'Élysée) архітектором Арманом-Клодом Молле в 1718-1722 в стилі Регентства. Після смерті графа в 1753 придбаний Людовіком XV для маркізи де Помпадур, а після її смерті в 1764 перейшов до далеких родичів короля.
За Наполеона I вперше використовувався для потреб уряду.
У 1816 викуплений Людовиком XVIII.
З 1848 став офіційною резиденцією президента Другої республіки Луї Наполеона Бонапарта, який в 1852 проголосив себе імператором Наполеоном III і зайняв традиційну монаршу резиденцію в Тюїльрі. Тоді як Єлисейський палац було перебудовано за розпорядженням імператора в 1853-1867 архітектором Лакруа, і з того часу його зовнішній вигляд не змінювався.

## Єлисейський палац в цифрах
- Корисна площа: 11 179 м² (з яких 300 м² приватні апартаменти).
- Площа парку: 1,5 га (засаджений 40 видами дерев).
- Кількість кімнат: 365 (з яких 90 підвальних).
- Кількість персоналу: 1000.